# Уолхалла (Южная Каролина)
Уолхалла (англ. Walhalla) — город и административный центр округа Окони в штате Южная Каролина в Соединённых Штатах Америки.
Согласно результатам переписи населения США, проведённой в 2020 году, число жителей города составляло 4072 человек, что, для такого небольшого населённого пункта, существенно меньше (− 4,5%), чем было во время предыдущей переписи прошедшей в 2010 году (4263 человека).
Следует знать, что термин «Уолхалла» нередко используется американцами как в разговорной речи, так и в практической деятельности для обозначения территории, превышающей городские границы, часто расширяясь до всего почтового индекса 29691. Соответственно население этой территории тоже будет превышать официальную численность населения, поэтому может возникнуть путаница со статистическими данными.

## История
В доколумбову эпоху здесь жили коренные американцы из народа чероки. Город был заложен после переселения индейцев в резервацию в 1838 году. Первыми жителями были преимущественно немецкие иммигранты, бежавшие от немецких революций 1848–1849 годов. Они и дали такое название городу, подразумевая под ним Вальхаллу — рай для воинов (многие из них были революционерами или членами семей революционеров и считали, что заслужили свой Эдем сражаясь в Европе).
Немецкое колонизационное общество Чарльстона было основано в 1848 году, чтобы помочь волне иммигрантов, пострадавших от событий в Европе, обосноваться в северной части штата. Попечители общества, включая генерала Джона А. Вагенера, Клауса Буллвинкеля, Джона К. Хенкеля, Якоба Шредера и Кристофера Ф. Сибу, приобрели 17 859 акров (72,27 км²) земли за 27 000 долларов у преподобного Джозефа Гришэма из округа Уэст-Юнион в округе Пикенс 24 декабря 1849 года, чтобы поддержать немецкое поселение в этом районе.
Здесь также поселились некоторые английские и шотландско-ирландские фермеры. В эпоху Реконструкции Юга, когда в 1868 году был образован округ Окони, законодательный орган штата избрал город Уолхалла его столицей. С этого времени доминирование немцев в регионе стало сходить на нет.
Уолхалла находится примерно в 26 километрах от Университета Клемсона. Немало студентов предпочитают снимать жилье здесь, чем в студенческом кампусе, что дает городу постоянный приток молодой крови. 
В 2010 году среднюю школу города Уолхаллы окончила будущая журналистка Изабель Хуршудян, которая в 2023 году будет отмечена, помимо прочих, наградой «За отвагу в журналистике».

## География
Уолхалла расположен в районе эскарпмента Голубого хребта, переходного района между горами и предгорьями, который славится многочисленными живописными водопадами. Небольшой городок Уэст-Юнион граничит с Уолхаллой на востоке.
В соответствии с данными указанными на сайте центрального статистического органа страны — Бюро переписи населения США, общая площадь города составляет 3,8 квадратных мили (9,8 км²), из которых 3,7 квадратных мили (9,6 км²) занимает суша, а 0,1 квадратных мили (0,26 км² или 1,33%) приходится на водную поверхность.
Город построен преимущественно на гранитных скалах, вблизи нескольких небольших разломов, поэтому Уолхалла иногда подвергался небольшим землетрясениям. Одно из последних землетрясений поблизости имело эпицентр в городке Ньюри и произошло в 7:42 утра по восточному времени 19 мая 1971 года. Землетрясение в Ньюри имело интенсивность VI баллов (сильное) по шкале Меркалли. Причиной землетрясения в Ньюри, вероятно, стало смещение разлома Бревард и других разломов в этом районе, чему способствовал огромный вес искусственного озера Киоуи, заметно увеличившегося после строительства одноимённой плотины (англ. Keowee Dam).
В парковой зоне близ города находится незавершённый железнодорожный туннель Стампхаус-Маунтин ставший местной достопримечательностью и занесённый в Национальный реестр исторических мест США в апреле 1971 года.